# استان بیتلیس
بیتلیس یا بتلیس (به کردی: Bidlîs) (به ترکی استانبولی: Bitlis) یکی از استان‌های ترکیه است که مرکز آن هم، شهری به همین نام است.

## جغرافیا
این استان در ساحل دریاچه وان واقع شده و در سرشماری ۲۰۰۰ واجد ۳۸۸۶۷۸ نفر جمعیت بوده‌است.

## تاریخچه
نام بتلیس از بدلیس است. بدلیس فرمانداری بود که دژ کهن این سرزمین را به فرمان اسکندر مقدونی ساخت.
تاریخ بتلیس به ۲۰۰۰ پ.م. می‌رسد و در این شهر آثاری از دوره‌های اورارتو، آشور، مادها، مقدونی‌ها، رومی‌ها و بیزانس دیده می‌شود.

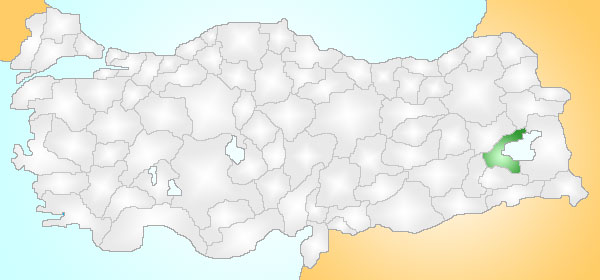
استان بتلیس

## شهرستان‌ها
- تاتوان
- گورویماک
- موتکی
- هیزان
- عادل‌جواز
- اخلاط